# (38672) 2000 PN7
2000 PN7 (asteroide 38672) é um asteroide da cintura principal. Possui uma excentricidade de 0.27482530 e uma inclinação de 10.41955º.
Este asteroide foi descoberto no dia 2 de agosto de 2000 por LINEAR em Socorro.